# آران‌ای کوچک
آراِن‌اِی کوچک (Small RNA) مولکول‌های آران‌ای هستند که طول آن‌ها کمتر از ۲۰۰ نوکلئوتید است و معمولاً غیر کدکننده هستند. خاموش کردن آران‌ای اغلب تابعی از این مولکول‌ها است. رایج‌ترین و مطالعه‌شده‌ترین مثال، تداخل آران‌ای (RNAi) است که در آن ریزآران‌ای درون‌زا (miRNA) یا آران‌ای کوچک مداخله‌گر مشتق‌شده از بیرون (siRNA) باعث تخریب آران‌ای پیام‌رسان مکمل می‌شود. کلاس‌های دیگری از آران‌ای کوچک شناسایی شده‌اند، از جمله آران‌ای تعامل‌کننده با پی‌وی (piRNA) و زیرگونه‌های آن. آران‌ای کوچک «به تنهایی قادر به القای RNAi نیست و برای انجام این وظیفه باید هستهٔ کمپلکس آران‌ای-پروتئین به‌نام کمپلکس خاموش‌کنندهٔ ناشی از آران‌ای (RISC) را به‌ویژه با پروتئین آرگونات» تشکیل دهد.
آران‌ای‌های کوچک، با استفاده از طیف وسیعی از تکنیک‌ها، از جمله مستقیماً به‌وسیلهٔ توالی‌یابی ریزآران‌ای در چندین پلت‌فرم توالی‌یابی، یا به‌طور غیرمستقیم از طریق توالی‌یابی و تجزیه و تحلیل ژنوم، شناسایی یا توالی‌یابی شده‌اند. شناسایی ریزآران‌ای‌ها در تشخیص بیماری‌هایی مانند سرطان سینه مورد ارزیابی قرار گرفته‌است. بیان ریزآران‌ای سلول‌های تک‌هسته‌ای خون محیطی (PBMC) به‌عنوان یک نشانگر زیستی بالقوه برای اختلالات عصبی مختلف مانند بیماری پارکینسون و ام‌اس مورد مطالعه قرار گرفته‌است.

## انواع
انواع آران‌ای‌های کوچک عبارت‌اند از:
- ریزآران‌ای (miRNA)[۱۰]
- آران‌ای تعامل‌کننده با پی‌وی (piRNA)
- آران‌ای کوچک مداخله‌گر (siRNA)
- آران‌ای کوچک هسته‌ای (snRNA)، که معمولاً با عنوان U-RNA نیز شناخته می‌شود
- آران‌ای هستکی (snoRNA)
- آران‌ای کوچک مشتق‌شده از rDNA (srRNA)[۱۱]
- آران‌ای کوچک مشتق‌شده از آران‌ای حامل (tsRNA)
- آران‌ای کوچک مشتق‌شده از آران‌ای وای RNA Y (ysRNA)[۱۲]